# Giovanbattista Venditti
Giovanbattista Venditti (ur. 27 marca 1990 w Avezzano) – włoski rugbysta, grający na pozycji skrzydłowego ataku, reprezentant kraju.

## Kariera klubowa
Urodzony w Avezzano zawodnik za namową kolegi zaczął grać w rugby w miejscowym klubie będąc w czwartej klasie szkoły podstawowej, w pierwszych turniejach występując w zespole U-10. Kilka lat później związał się ze stołeczną drużyną Capitolina przekonany przez ówczesnego trenera włoskiej kadry U-15, Daniele Paciniego. Po zdobyciu z tym zespołem dwóch tytułów mistrza kraju, w kategoriach wiekowych U-17 (2006/07) i U-19 (2007/08), przeniósł się do klubu Gran Parma na sezon 2009/10. W 2010 roku podpisał dwuletni kontrakt z nowo powstałą drużyną Aironi. W pierwszym sezonie w tym zespole wystąpił w czterech meczach, jednak już rok później częściej wychodził na boisko w podstawowym składzie, zarówno w Lidze Celtyckiej, jak i Pucharze Heinekena. Po odebraniu w kwietniu 2012 roku Aironi licencji FIR w celu zastąpienia jej w tych rozgrywkach stworzyła drużynę Zebre Rugby, do której dołączył Venditti.

## Kariera reprezentacyjna
Venditti objęty był szkoleniem centralnym w Accademia FIR di Tirrenia. W 2009 roku z reprezentacją U-20 zagrał we wszystkich meczach Pucharu Sześciu Narodów w tej kategorii wiekowej zdobywając w trzech z nich po przyłożeniu, a następnie zajął trzynaste miejsce w MŚ Juniorów 2009 uczestnicząc we wszystkich pięciu spotkaniach i zdobywając łącznie dwa przyłożenia. W październiku tego roku wziął również udział w mistrzostwach Europy U-19, w każdym z meczów zdobywając przyłożenie, tym samym przyczyniając się do awansu Włochów na Junior World Rugby Trophy 2010.
Powołany przez Nicka Malletta na zgrupowania seniorskiej kadry w lipcu i październiku 2009 roku nie znalazł się jednak w składzie na mecze z All Blacks, Springboks i Samoa, ani też na obydwa wygrane spotkania reprezentacji „A” z Rumunią i Gruzją. Otrzymał również powołanie do reprezentacji rugby siedmioosobowego, jednak z powodu kontuzji nie zdołał uczestniczyć w styczniowym turnieju w Urugwaju.
W następnym roku ponownie zagrał w trzech meczach w Pucharze Sześciu Narodów juniorów nie zdobywszy jednak punktów. Kontuzja odniesiona w meczu z Francją nie pozwoliła mu pomimo powołania na uczestnictwo w zwycięskim dla Włochów JWRT 2010. Udało mu się jednak uczestniczyć z kadrą „A” w ostatniej edycji Churchill Cup rozegranej w Anglii w czerwcu 2011 – Włosi zajęli trzecie miejsce, a sam Venditti w jedynym rozegranym tam meczu położył piłkę na polu punktowym rywali z Tonga.
Włoska drużyna narodowa na rozegrany w Nowej Zelandii Puchar Świata pojechała bez Vendittiego, postawił na niego jednak nowy selekcjoner kadry, Jacques Brunel, uwzględniając go w składzie reprezentacji na Puchar Sześciu Narodów 2012. Zadebiutował w inauguracyjnym meczu turnieju, a już tydzień później przeciw Anglikom zdobył swoje pierwsze przyłożenie w kadrze. Turniej zakończył kolejnym przyłożeniem w wygranym meczu ze Szkocją.
W połowie maja 2012 otrzymał powołanie na trzymeczowe czerwcowe tournée kadry po Ameryce.

## Życie prywatne
- Żonaty z Alice, mają urodzonego w 2010 roku syna, Leonardo[39][3]. Wraz z rodziną związany jest z Drogą Neokatechumenalną[40].
- Poza włoskim włada jeszcze trzema językami: angielskim, francuskim i hiszpańskim, a także studiuje politologię w Parmie[1].
- Jego ojciec, Luciano, był bokserem startującym w wadze ciężkiej, sam Giovanbattista zaś w czasach szkolnych trenował piłkę nożną, futsal, koszykówkę, siatkówkę oraz pływanie[39].
- Imię otrzymał po dziadku[3].